# Paulo Pisaneschi
Paulo Pisaneschi, mais conhecido como Paulo Carvoeiro, (São Paulo, 1 de Novembro de 1930 — São Paulo, 19 de Abril de 1980), foi um futebolista brasileiro que atuava como atacante.

## Biografia
Apelidado de Carvoeiro, pela sua profissão antes do futebol, Paulo Pisaneschi teve passagens por cinco times em sua carreira profissional: Nacional Corinthians, Náutico, Ponte Preta e São Carlos, além da Seleção Brasileira.
Dentre os cinco clubes que jogou, o time mais marcante da carreira de Paulo foi o Corinthians, onde marcou 146 gols, sendo o décimo maior artilheiro da história do clube. No Corinthians, também foi campeão de 13 torneios diferentes.
No Náutico, foi Campeão Pernambucano de 1960 e do Torneio Início de 1962.
Pela Seleção Brasileira atuou em quatro partidas, sendo duas vitórias e duas derrotas, todos esses jogos pelo Campeonato Sul-Americano de 1959.

## Morte
Morreu em São Paulo no dia 19 de abril de 1980, com apenas 49 anos de idade.

## Títulos
Corinthians
- Taça Charles Müller: 1954 e 1958
- Pequena Taça do Mundo: 1954
- Campeonato Paulista: 1954
- Troféu Bandeirante: 1954
- Torneio Internacional Charles Müller: 1955
- Taça o Mais Querido do Brasil: 1955
- Torneio Rio-São Paulo: 1954
- Torneio Início do Campeonato Paulista: 1955
- Copa do Atlântico: 1956
- Torneio de Classificação do Campeonato Paulista: 1957
- Taça dos Invictos: 1957
- Torneio de Brasília: 1958

Náutico
- Campeonato Pernambucano: 1960
- Torneio Início: 1962

Seleção Brasileira
- Campeonato Sul-Americano: Segundo lugar em 1959

Jogos pela Seleção
| Nº | Data                   | Competição               |        | Placar | Adversário | Local              | Estádio          | Gols |
| -- | ---------------------- | ------------------------ | ------ | ------ | ---------- | ------------------ | ---------------- | ---- |
| 1  | 5 de dezembro de 1959  | Campeonato Sul-Americano | Brasil | 3 – 2  | Paraguai   | Guayaquil, Equador | Estádio Olímpico | 2    |
| 2  | 12 de dezembro de 1959 | Campeonato Sul-Americano | Brasil | 0 – 3  | Uruguai    | Guayaquil, Equador | Estádio Olímpico | 0    |
| 3  | 19 de dezembro de 1959 | Campeonato Sul-Americano | Brasil | 3 – 1  | Equador    | Guayaquil, Equador | Estádio Olímpico | 1    |
| 4  | 22 de dezembro de 1959 | Campeonato Sul-Americano | Brasil | 1 – 4  | Argentina  | Guayaquil, Equador | Estádio Olímpico | 0    |